# Strand Station
Strand Station (Strand stasjon eller Strand holdeplass) var en jernbanestation på Drammenbanen, der lå i området Strand i Bærum kommune i Norge. 
Stationen åbnede som trinbræt 1. november 1931 og havde privat billetsalg fra 1932 til 26. januar 1964. Betjeningen med persontog ophørte 3. juni 1973, og i august 1978 blev stationen nedlagt. Det går stadig en gangbro over banen ved stedet, men perronresterne var fjernet pr. 2013 i forbindelse med vedligeholdelse af banen.